# روس بيتش
روس بيتش (بالإنجليزية: Ross Beach)‏ هو موسيقي ومنتج أسطوانات وكاتب أغاني أمريكي، ولد في 1973.

## وصلات خارجية
- الموقع الرسمي
- روس بيتش على موقع ميوزك برينز (الإنجليزية)
- روس بيتش على موقع ديسكوغز (الإنجليزية)